# Pilotwings
Pilotwings é uma série de jogos eletrônicos do gênero simulador de voo criado por Shigeru Miyamoto e produzido pela Nintendo entre os anos de 1990 a 2011, no total três jogos da série foram lançados. O jogo se passa na ilha de Wuhu, nele o jogador pode controlar diferentes aeronaves como aviões, helicópteros, asa-deltas e jet packs em diferentes missões.

## Jogos da série
| Título            | Ano  | Desenvolvedora | Plataforma   |
| ----------------- | ---- | -------------- | ------------ |
| Pilotwings        | 1990 | Nintendo EAD   | SNES         |
| Pilotwings 64     | 1996 | Nintendo EAD   | Nintendo 64  |
| Pilotwings Resort | 2011 | Monster Games  | Nintendo 3DS |